# Komorovice
Komorovice é uma comuna checa localizada na região de Vysočina, distrito de Pelhřimov.